# Hamvas tinóru
A hamvas tinóru (Xerocomellus pruinatus) a tinórufélék családba tartozó, Európábann honos, lomberdőkben, fenyvesekben élő, ehető gombafaj. Egyéb elnevezései: hamvas nemezestinóru, pompás nemezestinóru.

## Megjelenése
A hamvas tinóru kalapja 3-10 cm széles, alakja fiatalon domború, majd szélesen kiterül; idősen lapos vagy felívelő szélű is lehet. Színe olaj-, szürkés- vagy feketésbarna, gyakran bíboros árnyalattal. Felülete bársonyos, hamvas, nem repedezik fel. Esős időben ragadós, egyébként száraz tapintású. 
Húsa fiatalon lédús, később puha. Színe sárga, vágásra, sérülésre kissé kékül; megszáradva pirosra színeződik. Íze kellemes, szaga gyümölcsös.  
Termőrétege pórusos, a csövek sárgák, vagy sárgászöldek, nyomásra piszkoskékre színeződnek.
Tönkje 4-10 cm magas és 1-2,5 cm vastag. Alakja hengeres. Színe fiatalon általában teljesen sárga, később barnáspirossá válik.
Spórapora olívbarna. Spórája széles orsó alakú, sima, mérete 11,5–14 x 4,5–5,5 µm.

### Hasonló fajok
Az aranytinóru fiatal példányai hasonlítanak hozzá, mielőtt kalapjuk felrepedezik. 

## Elterjedése és termőhelye
Európában honos. Magyarországon helyenként gyakori. 
Savanyú talajú lomb- és fenyőerdőkben található meg, különösen bükk és tölgy alatt. Dombvidékeken és hegyvidékeken egyaránt előfordul. Szeptembertől novemberig terem. 

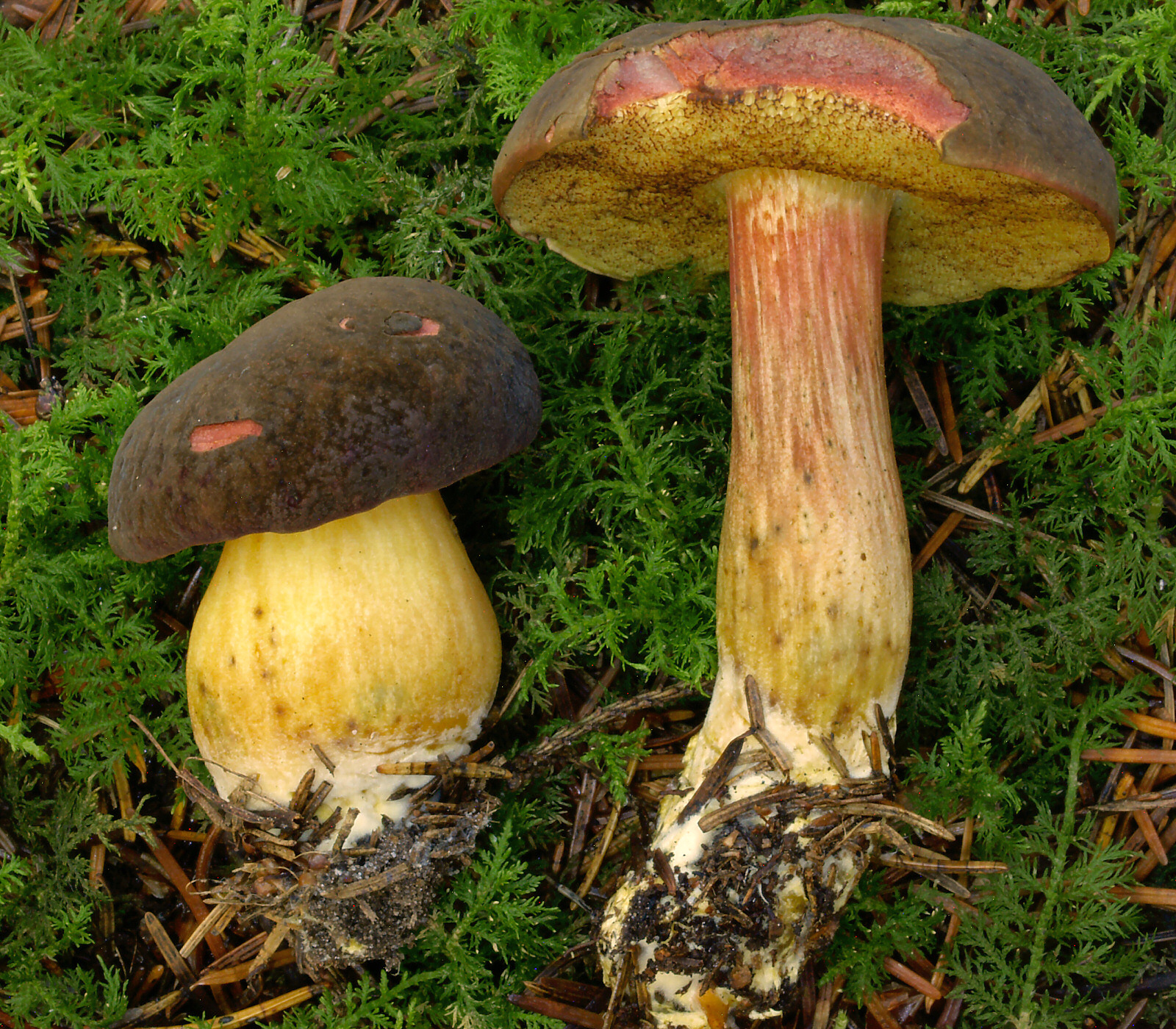
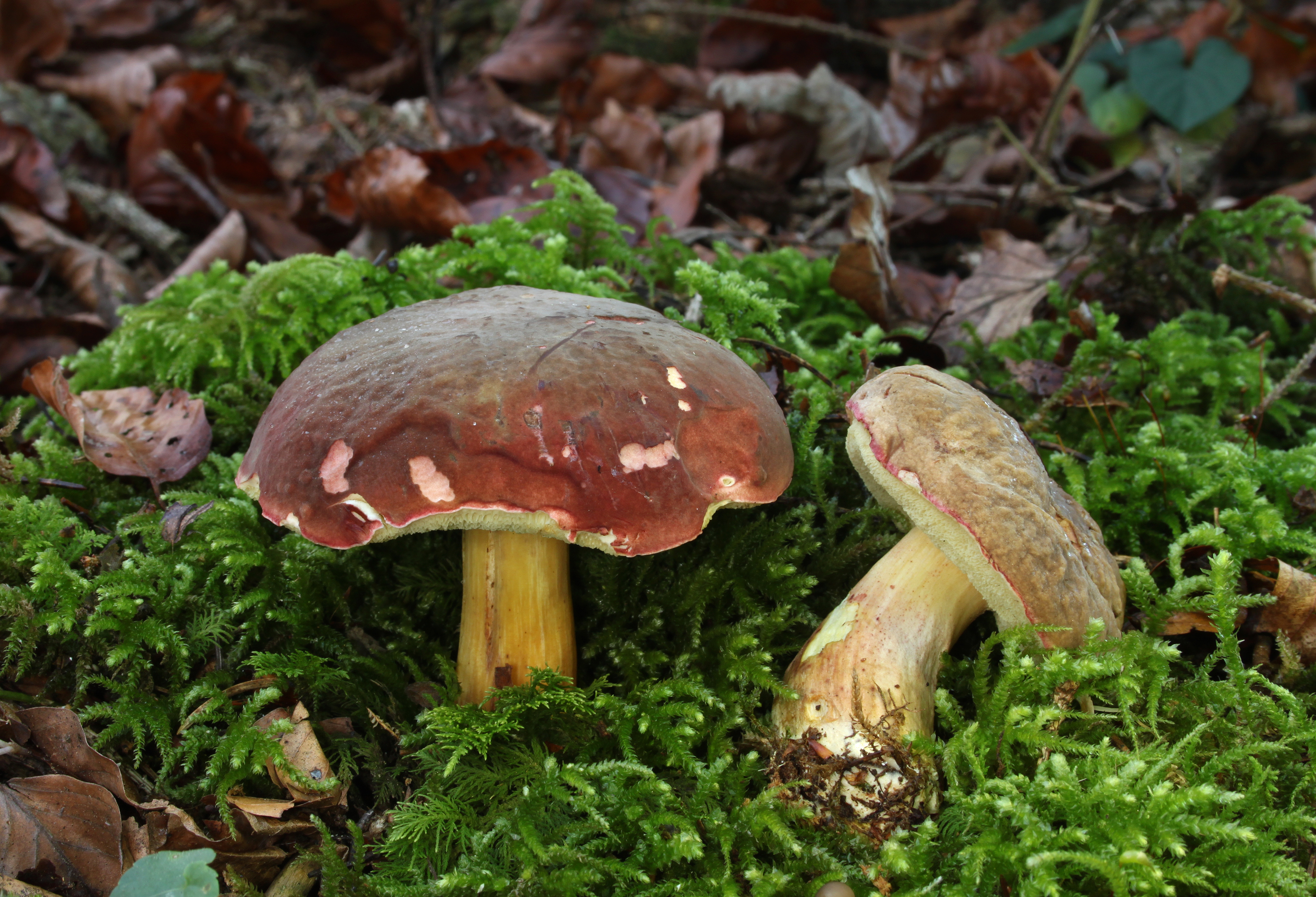
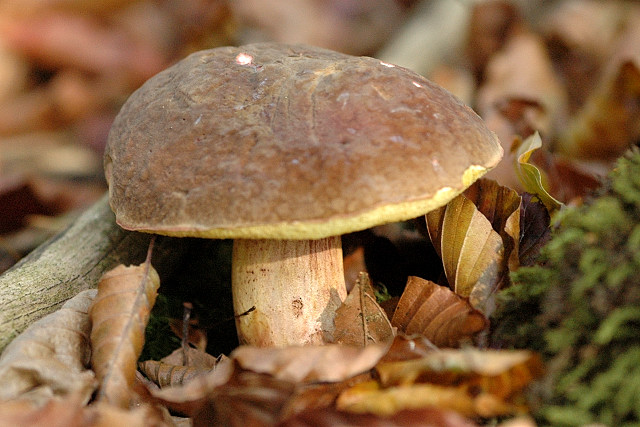
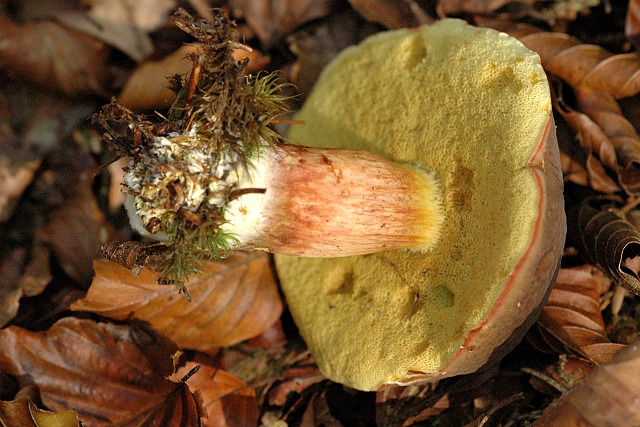
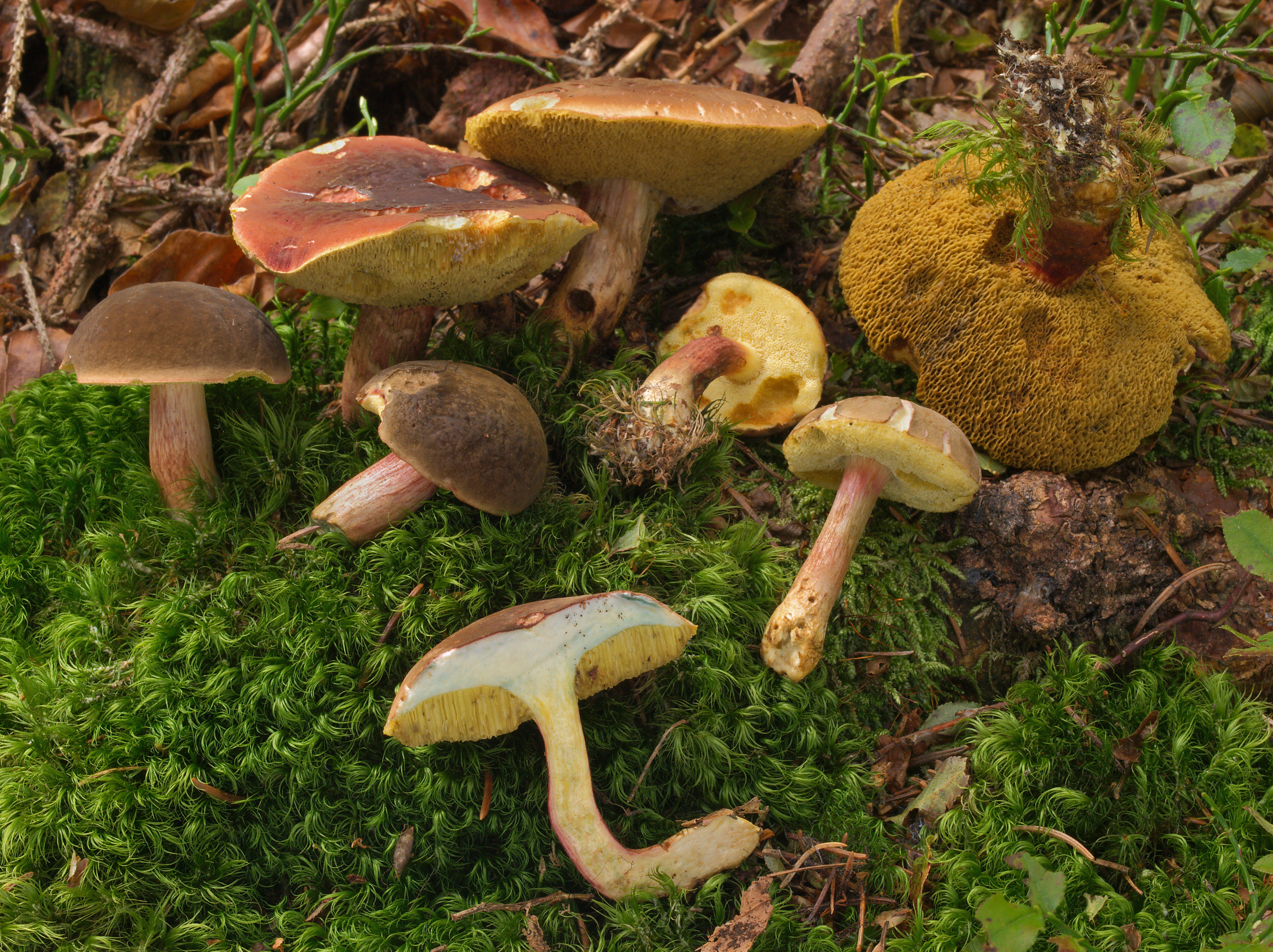

Ehető gomba.   